# سیارک ۲۲۷۰۵
سیارک ۲۲۷۰۵ (به انگلیسی: 22705 Erinedwards، نامگذاری:1998RF53) بیست و دو هزار و هفتصد و پنجمین سیارک کشف شده‌است که در ۱۴ سپتامبر ۱۹۹۸ کشف شد.
قدر مطلق سیارک برابر ۱۸.۶ است.